# Resolución 28 del Consejo de Seguridad de las Naciones Unidas
La resolución 28 del Consejo de Seguridad de las Naciones Unidas, aprobada el 6 de agosto de 1947, determinó la creación de un subcomité compuesto por todos los representantes que propusieron soluciones para el asunto griego, con el fin de intentar combinar todas ellas en un nuevo proyecto de resolución.
La resolución fue aprobada por 10 votos a favor, con abstención por parte de la Unión Soviética.